# ラヴォ王国

ラヴォ王国

11世紀のラヴォ王国（水色）

ラヴォ王国（ラヴォおうこく）は、チャオプラヤ川左岸の上流からドヴァーラヴァティー王国の領域まで達する、1388年まで存在した国家（マンダラ論も参照）。発祥地はラヴォ (Lavo、現在のロッブリー）であるが、都は11世紀頃に南のアヨダヤに移り、近年の歴史分析によるとこれがアユタヤ王国になった。

## 歴史
ラヴォの伝説上の最初の王とされるプラヤ・カラヴァーナディトゥ (Phraya Kalavarnadit) は、ドヴァーラヴァティーの都市国家群の1つとして450年頃にラヴォの街を建設したといわれている。カラヴァーナディトゥはチュラサカラジュ (Chulasakaraj) と呼ばれる新しい時代を創り、チュラサカラジュはシャム人やビルマ人によって19世紀まで続いた。チェンラのイシャーナヴァルマン1世は7世紀の遠征で影響力をチャオプラヤ谷まで広げた。チェンラの覇権に屈したドヴァーラヴァティー都市群はラヴォとなり、西の都市群はスワンナプームを形成した。ラヴォはクメールがドヴァーラヴァティーを支配する中心だった。

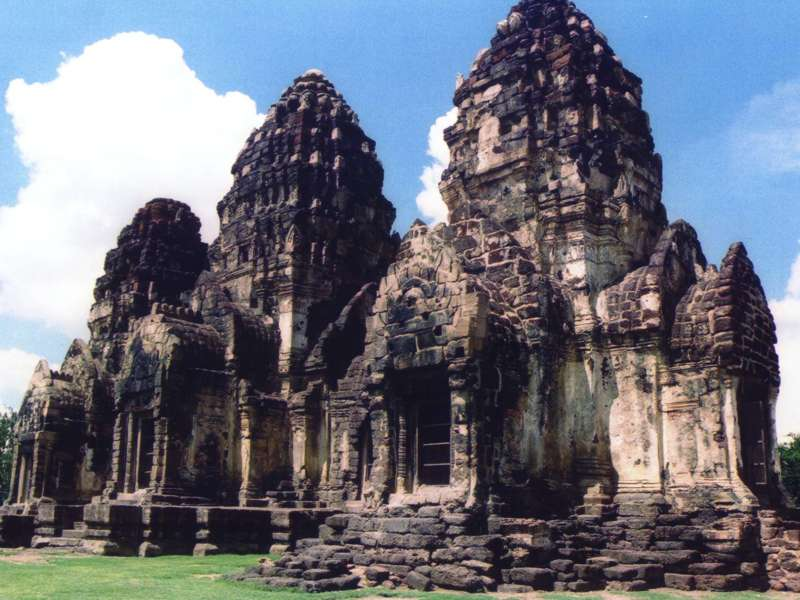
クメールの影響下の建築と思われるプラーン・サームヨート寺院

初期のラヴォの母語はモン語だけと考えられている。しかし、ラヴォがモン族だけの国であったかには議論がある。それでもなお、ドヴァーラヴァティー時代初期にはマレー人やクメール人の故郷でもあった。歴史家の中には、ラヴォはモン族とラワ族の混合で、モン族が支配層であったと主張する者もいる。ラヴォ王国支配期にタイ族がチャオプラヤ谷に移住して来たという仮説もある。クメールからのヒンドゥー教や大乗仏教の影響は大きかったが、ラヴォでは上座部仏教が主要宗教であり続けた。 7世紀後半、ラヴォは北に拡大した。モン族の国家であるハリプンチャイ王国の初代支配者のチャマデヴィはラヴォ王の娘といわれている。ラヴォ王国の起源に関する資料は少なく、今、分かっている情報のほとんどは考古学的調査による。唐の年代記は、ラヴォ王国が唐に「トウ・ホ・ロ」として朝貢したと記録がある。玄奘三蔵の日記では、ドヴァーラヴァティー・ラヴォを「トウ・ロ・ポ・チ」という名で、チェンラとパガン王朝の間の国と述べている。宋では、ラヴォは漢語で羅渦（ロ・ホウ）として知られていた。10世紀頃、ドヴァーラヴァティーの都市国家郡は2つの曼荼羅、すなわちラヴォ（現代のロッブリー）とスワンナプーム（現代のスパンブリー）に合併した。北方伝記によると903年にタンブラリンガの王はラヴォを侵略し、マレー人の王子をラヴォの王とした。マレー人王子はアンコール大虐殺を生き延びたクメール人王妃と結婚した。彼らの子はクメール王スーリヤヴァルマン1世となり、ラヴォはクメールと同じ王を載く属国となった。スーリヤヴァルマン1世はイサーンに領土を拡大し、多くの寺院を建てた。11世紀にはビルマ系のパガン王朝の成長によってラヴォへのクメールの影響は弱まった。1087年にラヴォはパガン王のチャンシッターによって侵略されたが、ラヴォ王のナライ (Narai) はパガン軍を撃退し、クメールとパガンの覇権の間で存在感を増した。ナライは都をアユタヤ市に移した。また、西のスワンナプーム王国に影響を及ぼし、徐々に都市を奪っていった。ジャヤーヴァルマン7世の代にもクメールによる侵略は続いた。この時期、ラヴォはクメールに宗教的に同化され、ヒンドゥー教と大乗仏教が主流になった。クメールの影響はラヴォの芸術や建築にも及び、プラーン・サームヨート寺院が代表的である。1239年、スコータイのタイ族支配者がラヴォからの独立を宣言し、スコータイ王朝が生まれた。タイの年代記では、ラヴォは「クメール」と呼ばれ、13世紀にはラヴォはスコータイ王のラームカムヘーンの拡大政策によって徐々に領土を減らし、中心地であるラヴォやアユタヤを奪われた。アヨダヤ王国第10代王（ナライを初代とした場合）のヴォラチェトゥは、アユタヤ王国のラーマーティボーディー1世（ウートーン）と同一視されている。ラヴォのラーマーティボーディー1世とアユタヤ王のパグワはともに新アユタヤ市を創り、ラーマーティボーディー1世はアユタヤ市の王となった。しかし1370年にパグワはアユタヤ市をラーマーティボーディー1世の子のラーメースワンから奪い、ラーメースワンは故郷のラヴォに帰った。1388年にラーメースワンはアユタヤ市をパグワの子のトーンチャンから奪い返した。パグワの甥のナカリンタラーティラートは1424年にアユタヤ市をスワンナプーム王国に取り返した。ラヴォの関係者は粛清され、16世紀まで一貴族として存続した。